# Élections législatives de 2022 en Indre-et-Loire
Les élections législatives françaises de 2022 se sont déroulées les 12 et 19 juin 2022. En Indre-et-Loire, cinq députés étaient à élire dans le cadre de cinq circonscriptions.

## Résultats de l'élection présidentielle de 2022 par circonscription
| Circonscription | 1er tour | 1er tour | 1er tour  |         | 2d tour | 2d tour |
| Circonscription | Macron   | Le Pen   | Mélenchon | Macron  | Le Pen  |         |
| --------------- | -------- | -------- | --------- | ------- | ------- | ------- |
| Circonscription |          |          |           |         |         |         |
| 1re             | 30,28 %  | 11,82 %  | 30,88 %   | 74,55 % | 25,45 % |         |
| 2e              | 30,61 %  | 24,07 %  | 18,72 %   | 59,51 % | 40,49 % |         |
| 3e              | 31,78 %  | 22,55 %  | 19,13 %   | 61,59 % | 38,41 % |         |
| 4e              | 30,64 %  | 22,83 %  | 20,42 %   | 61,20 % | 38,80 % |         |
| 5e              | 31,42 %  | 23,68 %  | 17,58 %   | 60,16 % | 39,84 % |         |

## Système électoral
Les élections législatives ont lieu au scrutin uninominal majoritaire à deux tours dans des circonscriptions uninominales.
Est élu au premier tour le candidat qui réunit la majorité absolue des suffrages exprimés et un nombre de voix au moins égal au quart (25 %) des électeurs inscrits dans la circonscription. Si aucun des candidats ne satisfait ces conditions, un second tour est organisé entre les candidats ayant réuni un nombre de voix au moins égal à un huitième des inscrits (12,5 %) ; les deux candidats arrivés en tête du premier tour se maintiennent néanmoins par défaut si un seul ou aucun d'entre eux n'a atteint ce seuil. Au second tour, le candidat arrivé en tête est déclaré élu.
Le seuil de qualification basé sur un pourcentage du total des inscrits et non des suffrages exprimés rend plus difficile l'accès au second tour lorsque l'abstention est élevée. Le système permet en revanche l'accès au second tour de plus de deux candidats si plusieurs d'entre eux franchissent le seuil de 12,5 % des inscrits. Les candidats en lice au second tour peuvent ainsi être trois, un cas de figure appelé « triangulaire ». Les second tours où s'affrontent quatre candidats, appelés « quadrangulaire » sont également possibles, mais beaucoup plus rares.

### Partis et nuances
Les résultats des élections sont publiés en France par le ministère de l'Intérieur, qui classe les partis en leur attribuant des nuances politiques. Ces dernières sont décidées par les préfets, qui les attribuent indifféremment de l'étiquette politique déclarée par les candidats, qui peut être celle d'un parti ou une candidature sans étiquette.
En 2022, seules les coalitions Ensemble (ENS) et Nouvelle Union populaire écologique et sociale (NUP), ainsi que le Parti radical de gauche (RDG), l'Union des démocrates et indépendants (UDI), Les Républicains (LR), le Rassemblement national (RN) et Reconquête (REC) se voient attribuer  une nuance propre,,.
Tous les autres partis se voient attribuer l'une ou l'autre des nuances suivantes : DXG (divers extrême gauche), DVG (divers gauche), ECO (écologiste), REG (régionaliste), DVC (divers centre), DVD (divers droite), DSV (droite souverainiste) et DXD (divers extrême droite). Des partis comme Debout la France ou Lutte ouvrière ne disposent ainsi pas de nuance propre, et leurs résultats nationaux ne sont pas publiés séparément par le ministère, car mélangés avec d'autres partis (respectivement dans les nuances DSV et DXG),.

## Résultats

### Élus
| Circonscription | Député sortant     | Parti | Parti | Député élu ou réélu | Parti | Parti    |
| --------------- | ------------------ | ----- | ----- | ------------------- | ----- | -------- |
| 1re             | Philippe Chalumeau |       | LREM  | Charles Fournier    |       | EELV     |
| 2e              | Daniel Labaronne   |       | LREM  | Daniel Labaronne    |       | LREM     |
| 3e              | Sophie Métadier    |       | UDI   | Henri Alfandari     |       | Horizons |
| 4e              | Fabienne Colboc    |       | LREM  | Fabienne Colboc     |       | LREM     |
| 5e              | Sabine Thillaye    |       | MoDem | Sabine Thillaye     |       | MoDem    |

### Résultats à l'échelle du département

#### Résultats par coalition
| Parti et coalition                                           | Parti et coalition                                           | Parti et coalition                             | Premier tour | Premier tour | Premier tour | Second tour   | Second tour   | Second tour | Total Sièges  | +/-           |  |
| Parti et coalition                                           | Parti et coalition                                           | Parti et coalition                             | Voix         | %            | Sièges       | Voix          | %             | Sièges      | Total Sièges  | +/-           |  |
| ------------------------------------------------------------ | ------------------------------------------------------------ | ---------------------------------------------- | ------------ | ------------ | ------------ | ------------- | ------------- | ----------- | ------------- | ------------- |  |
|                                                              |                                                              | La République en marche (LREM)                 | 38 386       | 17,41        | 0            | 59 019        | 29,74         | 2           | 2             | 2             |  |
|                                                              | Horizons (H)                                                 | 12 686                                         | 5,75         | 0            | 25 792       | 13,00         | 1             | 1           | Nv            |               |  |
|                                                              | Mouvement démocrate (MoDem)                                  | 12 543                                         | 5,69         | 0            | 22 055       | 11,11         | 1             | 1           | Nv            |               |  |
| Total Ensemble (ENS)                                         | Total Ensemble (ENS)                                         | 63 615                                         | 28,85        | 0            | 106 866      | 53,85         | 4             | 4           | en stagnation |               |  |
|                                                              |                                                              | La France insoumise (LFI)                      | 24 255       | 11,00        | 0            | 38 085        | 19,19         | 0           | 0             | en stagnation |  |
|                                                              | Europe Écologie Les Verts (EELV)                             | 13 803                                         | 6,26         | 0            | 17 457       | 8,80          | 1             | 1           | 1             |               |  |
|                                                              | Parti socialiste (PS)                                        | 13 461                                         | 6,10         | 0            | 20 752       | 10,46         | 0             | 0           | en stagnation |               |  |
|                                                              | Parti communiste français (PCF)                              | 8 339                                          | 3,78         | 0            |              |               |               | 0           | en stagnation |               |  |
| Total Nouvelle Union populaire écologique et sociale (NUPES) | Total Nouvelle Union populaire écologique et sociale (NUPES) | 59 858                                         | 27,14        | 0            | 76 294       | 38,45         | 1             | 1           | 1             |               |  |
|                                                              | Rassemblement national (RN)                                  | Rassemblement national (RN)                    | 41 462       | 18,80        | 0            | 15 286        | 7,70          | 0           | 0             | en stagnation |  |
|                                                              |                                                              | Les Républicains (LR)                          | 17 905       | 8,12         | 0            |               |               |             | 0             | en stagnation |  |
|                                                              | Union des démocrates et indépendants (UDI)                   | 10 448                                         | 4,74         | 0            | 0            | 1             |               |             |               |               |  |
| Total Union de la droite et du centre (UDC)                  | Total Union de la droite et du centre (UDC)                  | 28 353                                         | 12,86        | 0            | 0            | 1             |               |             |               |               |  |
|                                                              |                                                              | Écologie au centre (ÉAC)                       | 3 479        | 1,58         | 0            | 0             | en stagnation |             |               |               |  |
|                                                              | Liberté Écologie Fraternité (LÉF)                            | 2 960                                          | 1,34         | 0            | 0            | Nv            |               |             |               |               |  |
|                                                              | Cap21                                                        | 2 771                                          | 1,26         | 0            | 0            | Nv            |               |             |               |               |  |
| Total Écologie au centre (ÉAC)                               | Total Écologie au centre (ÉAC)                               | 9 210                                          | 4,18         | 0            | 0            | en stagnation |               |             |               |               |  |
|                                                              |                                                              | Reconquête (REC)                               | 5 490        | 2,49         | 0            | 0             | en stagnation |             |               |               |  |
|                                                              | Via, la voie du peuple (VIA)                                 | 3 564                                          | 1,62         | 0            | 0            | en stagnation |               |             |               |               |  |
| Total Reconquête et alliés (REC)                             | Total Reconquête et alliés (REC)                             | 9 054                                          | 4,11         | 0            | 0            | en stagnation |               |             |               |               |  |
|                                                              | Lutte ouvrière (LO)                                          | Lutte ouvrière (LO)                            | 2 970        | 1,35         | 0            | 0             | en stagnation |             |               |               |  |
|                                                              | Le Mouvement de la ruralité (LMR)                            | Le Mouvement de la ruralité (LMR)              | 2 248        | 1,02         | 0            | 0             | Nv            |             |               |               |  |
|                                                              | Parti animaliste (PA)                                        | Parti animaliste (PA)                          | 1 617        | 0,73         | 0            | 0             | en stagnation |             |               |               |  |
|                                                              |                                                              | Génération Frexit (GF)                         | 626          | 0,28         | 0            | 0             | Nv            |             |               |               |  |
| Total Union pour la France (UPF)                             | Total Union pour la France (UPF)                             | 626                                            | 0,28         | 0            | 0            | en stagnation |               |             |               |               |  |
|                                                              | Dissidents NUPES                                             | Dissidents NUPES                               | 577          | 0,26         | 0            | 0             | Nv            |             |               |               |  |
|                                                              | Parti ouvrier indépendant démocratique (POID)                | Parti ouvrier indépendant démocratique (POID)  | 477          | 0,22         | 0            | 0             | en stagnation |             |               |               |  |
|                                                              | Parti pirate (PP)                                            | Parti pirate (PP)                              | 239          | 0,11         | 0            | 0             | Nv            |             |               |               |  |
|                                                              | Union des démocrates musulmans français (UDMF)               | Union des démocrates musulmans français (UDMF) | 153          | 0,07         | 0            | 0             | Nv            |             |               |               |  |
|                                                              | Sans étiquette (SE)                                          | Sans étiquette (SE)                            | 65           | 0,03         | 0            | 0             | en stagnation |             |               |               |  |
|                                                              |                                                              |                                                |              |              |              |               |               |             |               |               |  |
| Suffrages exprimés                                           | Suffrages exprimés                                           | Suffrages exprimés                             | 220 524      | 97,95        |              | 198 446       | 91,98         |             |               |               |  |
| Votes blancs                                                 | Votes blancs                                                 | Votes blancs                                   | 3 281        | 1,46         | 12 388       | 5,74          |               |             |               |               |  |
| Votes nuls                                                   | Votes nuls                                                   | Votes nuls                                     | 1 343        | 0,60         | 4 922        | 2,28          |               |             |               |               |  |
| Total                                                        | Total                                                        | Total                                          | 225 148      | 100          | 0            | 215 756       | 100           | 5           | 5             | en stagnation |  |
| Abstentions                                                  | Abstentions                                                  | Abstentions                                    | 217 025      | 49,08        |              | 226 493       | 51,21         |             |               |               |  |
| Inscrits/Participation                                       | Inscrits/Participation                                       | Inscrits/Participation                         | 442 173      | 50,92        | 442 249      | 48,79         |               |             |               |               |  |

#### Résultats par nuance
| Nuance                 | Nuance                                         | Nuance                 | Premier tour | Premier tour | Premier tour | Second tour | Second tour   | Second tour | Total Sièges | +/-           |  |
| Nuance                 | Nuance                                         | Nuance                 | Voix         | %            | Sièges       | Voix        | %             | Sièges      | Total Sièges | +/-           |  |
| ---------------------- | ---------------------------------------------- | ---------------------- | ------------ | ------------ | ------------ | ----------- | ------------- | ----------- | ------------ | ------------- |  |
|                        | Ensemble !                                     | ENS                    | 63 615       | 28,85        | 0            | 106 866     | 53,85         | 4           | 4            | en stagnation |  |
|                        | Nouvelle Union populaire écologique et sociale | NUP                    | 59 858       | 27,14        | 0            | 76 294      | 38,45         | 1           | 1            | 1             |  |
|                        | Rassemblement national                         | RN                     | 41 462       | 18,80        | 0            | 15 286      | 7,70          | 0           | 0            | en stagnation |  |
|                        | Les Républicains                               | LR                     | 17 905       | 8,12         | 0            |             |               |             | 0            | en stagnation |  |
|                        | Union des démocrates et indépendants           | UDI                    | 10 448       | 4,74         | 0            | 0           | 1             |             |              |               |  |
|                        | Ecologistes                                    | ECO                    | 10 292       | 4,67         | 0            | 0           | en stagnation |             |              |               |  |
|                        | Reconquête                                     | REC                    | 9 054        | 4,11         | 0            | 0           | Nv            |             |              |               |  |
|                        | Divers extrême gauche                          | DXG                    | 3 447        | 1,56         | 0            | 0           | en stagnation |             |              |               |  |
|                        | Divers droite                                  | DVD                    | 2 248        | 1,02         | 0            | 0           | en stagnation |             |              |               |  |
|                        | Divers centre                                  | DVC                    | 1 112        | 0,50         | 0            | 0           | Nv            |             |              |               |  |
|                        | Droite souverainiste                           | DSV                    | 626          | 0,28         | 0            | 0           | en stagnation |             |              |               |  |
|                        | Divers                                         | DIV                    | 457          | 0,21         | 0            | 0           | en stagnation |             |              |               |  |
|                        |                                                |                        |              |              |              |             |               |             |              |               |  |
| Suffrages exprimés     | Suffrages exprimés                             | Suffrages exprimés     | 220 524      | 97,95        |              | 198 446     | 91,98         |             |              |               |  |
| Votes blancs           | Votes blancs                                   | Votes blancs           | 3 281        | 1,46         | 12 388       | 5,74        |               |             |              |               |  |
| Votes nuls             | Votes nuls                                     | Votes nuls             | 1 343        | 0,60         | 4 922        | 2,28        |               |             |              |               |  |
| Total                  | Total                                          | Total                  | 225 148      | 100          | 0            | 215 756     | 100           | 5           | 5            | en stagnation |  |
| Abstentions            | Abstentions                                    | Abstentions            | 217 025      | 49,08        |              | 226 493     | 51,21         |             |              |               |  |
| Inscrits/Participation | Inscrits/Participation                         | Inscrits/Participation | 442 173      | 50,92        | 442 249      | 48,79       |               |             |              |               |  |

### Cartes

Nuance politique des candidats arrivés en tête dans chaque commune au 1er tour.
Nuance politique des candidats arrivés en tête dans chaque commune au 2e tour.

### Résultats par circonscription

#### Première circonscription
Député sortant : Philippe Chalumeau (La République en marche).
| Candidat                 | Candidat                 | Parti et coalition       | Nuance                   | Premier tour | Premier tour | Second tour | Second tour |
| Candidat                 | Candidat                 | Parti et coalition       | Nuance                   | Voix         | %            | Voix        | %           |
| ------------------------ | ------------------------ | ------------------------ | ------------------------ | ------------ | ------------ | ----------- | ----------- |
|                          | Charles Fournier         | EELV (NUPES)             | NUP                      | 13 803       | 39,60        | 17 457      | 53,50       |
|                          | Philippe Chalumeau       | LREM (ENS)               | ENS                      | 9 545        | 27,38        | 15 171      | 46,50       |
|                          | Olivier Lebreton         | LR (UDC)                 | LR                       | 4 129        | 11,85        |             |             |
|                          | François Ducamp          | RN                       | RN                       | 3 251        | 9,33         |             |             |
|                          | Sophie de Lanouvelle     | VIA                      | REC                      | 1 525        | 4,38         |             |             |
|                          | Inès Laurent             | LEF                      | DVC                      | 1 112        | 3,19         |             |             |
|                          | Bertrand Rouzier         | GÉ diss.                 | ECO                      | 577          | 1,66         |             |             |
|                          | Stéphanie Moreau         | PA                       | ECO                      | 500          | 1,43         |             |             |
|                          | Thomas Jouhannaud        | LO                       | DXG                      | 414          | 1,19         |             |             |
|                          |                          |                          |                          |              |              |             |             |
| Votes valides            | Votes valides            | Votes valides            | Votes valides            | 34 856       | 98,65        | 32 628      | 94,95       |
| Votes blancs             | Votes blancs             | Votes blancs             | Votes blancs             | 330          | 0,93         | 1 185       | 3,45        |
| Votes nuls               | Votes nuls               | Votes nuls               | Votes nuls               | 146          | 0,41         | 549         | 1,60        |
| Total                    | Total                    | Total                    | Total                    | 35 332       | 100          | 34 362      | 100         |
| Abstention               | Abstention               | Abstention               | Abstention               | 35 807       | 50,33        | 36 799      | 51,71       |
| Inscrits / participation | Inscrits / participation | Inscrits / participation | Inscrits / participation | 71 139       | 49,67        | 71 161      | 48,29       |

#### Deuxième circonscription
Député sortant : Daniel Labaronne (La République en marche).
| Candidat                 | Candidat                 | Parti et coalition       | Nuance                   | Premier tour | Premier tour | Second tour | Second tour |
| Candidat                 | Candidat                 | Parti et coalition       | Nuance                   | Voix         | %            | Voix        | %           |
| ------------------------ | ------------------------ | ------------------------ | ------------------------ | ------------ | ------------ | ----------- | ----------- |
|                          | Daniel Labaronne         | LREM (ENS)               | ENS                      | 15 175       | 32,38        | 22 663      | 54,71       |
|                          | Christelle Gobert        | LFI (NUPES)              | NUP                      | 12 128       | 25,88        | 18 758      | 45,29       |
|                          | Christophe Guestault     | RN                       | RN                       | 10 262       | 21,90        |             |             |
|                          | Svetlana Nicolaeff       | LR (UDC)                 | LR                       | 3 639        | 7,77         |             |             |
|                          | Dominique Daillet        | VIA                      | REC                      | 2 039        | 4,35         |             |             |
|                          | Christophe Lannoy        | EAC                      | ECO                      | 1 669        | 3,56         |             |             |
|                          | Angélique Delahaye       | LMR                      | DVD                      | 1 307        | 2,79         |             |             |
|                          | Anne Brunet              | LO                       | DXG                      | 643          | 1,37         |             |             |
|                          |                          |                          |                          |              |              |             |             |
| Votes valides            | Votes valides            | Votes valides            | Votes valides            | 46 862       | 97,82        | 41 421      | 91,46       |
| Votes blancs             | Votes blancs             | Votes blancs             | Votes blancs             | 751          | 1,57         | 2 717       | 6,00        |
| Votes nuls               | Votes nuls               | Votes nuls               | Votes nuls               | 295          | 0,62         | 1 150       | 2,54        |
| Total                    | Total                    | Total                    | Total                    | 47 908       | 100          | 45 288      | 100         |
| Abstention               | Abstention               | Abstention               | Abstention               | 44 303       | 48,05        | 46 962      | 50,91       |
| Inscrits / participation | Inscrits / participation | Inscrits / participation | Inscrits / participation | 92 211       | 51,95        | 92 250      | 49,09       |

#### Troisième circonscription
Députée sortante : Sophie Métadier (Union des démocrates et indépendants).
| Candidat                 | Candidat                 | Parti et coalition       | Nuance                   | Premier tour | Premier tour | Second tour | Second tour |
| Candidat                 | Candidat                 | Parti et coalition       | Nuance                   | Voix         | %            | Voix        | %           |
| ------------------------ | ------------------------ | ------------------------ | ------------------------ | ------------ | ------------ | ----------- | ----------- |
|                          | Henri Alfandari          | H (ENS)                  | ENS                      | 12 686       | 25,26        | 25 792      | 57,16       |
|                          | Roxane Sirven            | LFI (NUPES)              | NUP                      | 12 127       | 24,15        | 19 327      | 42,84       |
|                          | Sophie Métadier          | UDI (UDC)                | UDI                      | 10 448       | 20,81        |             |             |
|                          | Irène Protin             | RN                       | RN                       | 9 836        | 19,59        |             |             |
|                          | Maria Loire              | EAC                      | ECO                      | 1 810        | 3,60         |             |             |
|                          | Sylvie Patte             | REC                      | REC                      | 1 392        | 2,77         |             |             |
|                          | Naïma Schultz            | GF (UPF)                 | DSV                      | 626          | 1,25         |             |             |
|                          | Christophe Legendre      | LO                       | DXG                      | 572          | 1,14         |             |             |
|                          | Claire Delore            | POID                     | DXG                      | 477          | 0,95         |             |             |
|                          | Morgane Lechevalier      | PP                       | DIV                      | 239          | 0,48         |             |             |
|                          |                          |                          |                          |              |              |             |             |
| Votes valides            | Votes valides            | Votes valides            | Votes valides            | 50 213       | 97,73        | 45 119      | 91,53       |
| Votes blancs             | Votes blancs             | Votes blancs             | Votes blancs             | 854          | 1,66         | 2 900       | 5,88        |
| Votes nuls               | Votes nuls               | Votes nuls               | Votes nuls               | 310          | 0,60         | 1 277       | 2,59        |
| Total                    | Total                    | Total                    | Total                    | 51 377       | 100          | 49 296      | 100         |
| Abstention               | Abstention               | Abstention               | Abstention               | 48 032       | 48,32        | 50 106      | 50,41       |
| Inscrits / participation | Inscrits / participation | Inscrits / participation | Inscrits / participation | 99 409       | 51,68        | 99 402      | 49,59       |

#### Quatrième circonscription
Députée sortante : Fabienne Colboc (La République en marche).
| Candidat                 | Candidat                 | Parti et coalition       | Nuance                   | Premier tour | Premier tour | Second tour | Second tour |
| Candidat                 | Candidat                 | Parti et coalition       | Nuance                   | Voix         | %            | Voix        | %           |
| ------------------------ | ------------------------ | ------------------------ | ------------------------ | ------------ | ------------ | ----------- | ----------- |
|                          | Fabienne Colboc          | LREM (ENS)               | ENS                      | 13 666       | 30,00        | 21 185      | 50,52       |
|                          | Laurent Baumel           | PS (NUPES)               | NUP                      | 13 461       | 29,55        | 20 752      | 49,48       |
|                          | Jean-François Bellanger  | RN                       | RN                       | 9 044        | 19,85        |             |             |
|                          | Sophie Lagrée            | LR (UDC)                 | LR                       | 4 349        | 9,55         |             |             |
|                          | Olivier de la Ferté      | REC                      | REC                      | 1 907        | 4,19         |             |             |
|                          | Caroline Deforge         | LEF                      | ECO                      | 1 848        | 4,06         |             |             |
|                          | Kévin Gardeau            | LO                       | DXG                      | 570          | 1,25         |             |             |
|                          | Jacques Masset           | PA                       | ECO                      | 498          | 1,09         |             |             |
|                          | Nesrine Ben Lahcen       | UDMF                     | DIV                      | 153          | 0,34         |             |             |
|                          | Francis Chambers         | SE                       | DIV                      | 65           | 0,14         |             |             |
|                          |                          |                          |                          |              |              |             |             |
| Votes valides            | Votes valides            | Votes valides            | Votes valides            | 45 561       | 97,80        | 41 937      | 92,57       |
| Votes blancs             | Votes blancs             | Votes blancs             | Votes blancs             | 707          | 1,52         | 2 338       | 5,16        |
| Votes nuls               | Votes nuls               | Votes nuls               | Votes nuls               | 316          | 0,68         | 1 030       | 2,27        |
| Total                    | Total                    | Total                    | Total                    | 46 584       | 100          | 45 305      | 100         |
| Abstention               | Abstention               | Abstention               | Abstention               | 45 720       | 49,53        | 47 013      | 50,93       |
| Inscrits / participation | Inscrits / participation | Inscrits / participation | Inscrits / participation | 92 304       | 50,47        | 92 318      | 49,07       |

#### Cinquième circonscription
Députée sortante : Sabine Thillaye (MoDem).
| Candidat                 | Candidat                 | Parti et coalition       | Nuance                   | Premier tour | Premier tour | Second tour | Second tour |
| Candidat                 | Candidat                 | Parti et coalition       | Nuance                   | Voix         | %            | Voix        | %           |
| ------------------------ | ------------------------ | ------------------------ | ------------------------ | ------------ | ------------ | ----------- | ----------- |
|                          | Sabine Thillaye          | MoDem (ENS)              | ENS                      | 12 543       | 29,15        | 22 055      | 59,06       |
|                          | Ambre Louisin            | RN                       | RN                       | 9 069        | 21,08        | 15 286      | 40,94       |
|                          | Françoise Langlade,      | PCF (NUPES)              | NUP                      | 8 339        | 19,38        |             |             |
|                          | Fabrice Boigard          | LR (UDC)                 | LR                       | 5 788        | 13,45        |             |             |
|                          | Charles Girardin         | Cap21 (EAC)              | ECO                      | 2 771        | 6,44         |             |             |
|                          | Bruno Julien             | REC                      | REC                      | 2 191        | 5,09         |             |             |
|                          | Patrick Martinez         | LMR                      | DVD                      | 941          | 2,19         |             |             |
|                          | Christine Delarue        | LO                       | DXG                      | 771          | 1,79         |             |             |
|                          | Emilien Cousin-Hamelal   | PA                       | ECO                      | 619          | 1,44         |             |             |
|                          |                          |                          |                          |              |              |             |             |
| Votes valides            | Votes valides            | Votes valides            | Votes valides            | 43 032       | 97,92        | 37 341      | 89,97       |
| Votes blancs             | Votes blancs             | Votes blancs             | Votes blancs             | 639          | 1,45         | 3 248       | 7,83        |
| Votes nuls               | Votes nuls               | Votes nuls               | Votes nuls               | 276          | 0,63         | 916         | 2,21        |
| Total                    | Total                    | Total                    | Total                    | 43 947       | 100          | 41 505      | 100         |
| Abstention               | Abstention               | Abstention               | Abstention               | 43 163       | 49,55        | 45 613      | 52,36       |
| Inscrits / participation | Inscrits / participation | Inscrits / participation | Inscrits / participation | 87 110       | 50,45        | 87 118      | 47,64       |